# Hypoderma actaeon
Hypoderma actaeon är en tvåvingeart som beskrevs av Brauer 1858. Hypoderma actaeon ingår i släktet Hypoderma och familjen styngflugor. Inga underarter finns listade i Catalogue of Life.